# Marcelo Huertas
Marcelo Tieppo Huertas (São Paulo, 25 de maio de 1983), ou Marcelinho Huertas, é um basquetebolista brasileiro que atualmente joga no Lenovo Tenerife que disputa a Liga ACB e Liga dos Campeões da FIBA.
Huertas, que joga como armador, faz parte da Seleção Brasileira de Basquetebol, já tendo disputado, entre outros, o Campeonato Sul-Americano Adulto (do qual foi campeão, na Venezuela, em 2006), os Jogos Pan-Americanos (nos quais conquistou a medalha de ouro, no Rio de Janeiro em 2007) e a Copa América de Basquetebol de 2009 (da qual também foi campeão).

## Juventude
Quando jovem, Huertas atuou no basquete colegial dos Estados Unidos, no Texas, mas acabou voltando ao Brasil. Proveniente de família de raízes espanhola e italiana com tradição no esporte, tendo o seu pai, Domingos Huertas também praticado a modalidade de armador em sua juventude, Marcelo destacou-se primordialmente no basquete da capital paulista, tendo sido um dos melhores jogadores já criados pelo Paulistano. Seu talento foi reconhecido ainda cedo pelo lendário treinador sérvio Željko Obradović quando, em clínica em São Paulo, viu o armador em ação e vaticinou: "Esse menino já está pronto".
Jogando Com o Paulistano, Huertas foi vice-campeão Paulista em 1999 na categoria juvenil, em 2000 foi novamente vice-campeão Paulista, porém na categoria infanto-juvenil e em 2001 foi campeão distrital pelo Coppel High School. Em seu retorno ao Brasil, Huertas debutou na categoria adulto no Paulistano sendo vice-campeão da Supercopa Brasil CBB , do Torneio Inicio de Campeonato Paulista e campeão da Copa Sul CBB.

## Carreira em clubes da Europa
Sua primeira equipe na Europa foi o DKV Joventut, onde atuou com Ricky Rubio. Marcelinho Huertas é amigo de Ricky Rubio desde que o prodígio espanhol tem 12 anos de idade.
Curiosamente, Marcelinho Huertas deixou o time de Badalona para dar espaço para Ricky Rubio, em 2007. Segundo o treinador da equipe na época, Aíto García Reneses, a transferência foi motivada por motivos táticos e de planejamento a longo prazo. Desta maneira, Huertas rumou para o Iurbentia Bilbao, equipe também espanhola. Nesta equipe, em 2008, Huertas foi eleito o melhor armador da Liga ACB, fazendo parte do "dream team" da liga juntamente com os jogadores Ricky Rubio, Rudy Fernández, Felipe Reyes e Marc Gasol. Em Bilbao, Marcelinho conquistou grande popularidade dos fãs locais, que em sua despedida gritavam uníssono "Marce, quédate!" (Marce, fique!).
Seu bom rendimento no Bilbao, colocando pela primeira vez a equipe ns playoffs da Liga ACB, chamou atenção dos dirigentes do Fortitudo Bologna, que na época tinha projetos de ter uma equipe competitiva e construir a maior arena da Itália, assinando um contrato válido por 2 anos com a possibilidade de renovação por mais um ano, na época, Marcelinho Huertas declarou:
Trata-se de um novo desafio na minha carreira, o basquete italiano é extremamente forte e conta com um campeonato que está entre os maiores do cenário mundial, por isso estou com uma excelente expectativa
O Fortitudo Bologna que antes da chegada de Marcelinho Huertas havia conseguido a 8ª colocação na Lega Série A e uma campanha mediana que não trouxe a classificação para a segunda fase da Uleb Cup 2007-2008, a equipe fez uma temporada 2008/2009 ainda pior quando repetiu a pífia participação na Eurocup 2008-2009 e na Lega Série A foi rebaixado para a segunda divisão italiana. Desta forma Huertas assinou um contrato de 3 anos com o Saski Baskonia equipe na qual atuava seu amigo e companheiro de Seleção Brasileira Tiago Splitter. Sobre o Saski Baskonia, Huertas declarou:
Este é um desafio grande na minha carreira, pois o Saski Baskonia luta sempre para estar na ponta, não só na Espanha, como também na Europa, e sei que a responsabilidade de mantê-lo na disputa de títulos é enorme. O objetivo jogando neste time é diferente do que eu tive nas anteriores, mas estou preparado para desempenhar a minha função e colaborar ao máximo com os novos companheiros
Na equipe basca Huertas foi campeão da Liga ACB na temporada 2009/2010.
Em 9 de agosto de 2011 Huertas assinou contrato de 4 anos com o FC Barcelona após longos meses entre Saski Baskonia e FC Barcelona num contrato que especula-se que haja uma multa rescisória de 1,8 Milhão de euros, realizando um sonho e substituindo o antigo amigo Ricky Rubio que foi jogar na liga Americana.

## Carreira na NBA
Após anos atuando em clubes da Europa, Huertas foi contratado em 31 de agosto de 2015 para atuar pelo Los Angeles Lakers por uma temporada. Huertas que havia reincidido com o FC Barcelona após seu prazo contratual expirar, possuía pré-acordo com o Galatasaray da Turquia em proposta de € 1,1 milhão para uma temporada, mas com preferência de ingressar na NBA. Ele estreou pelo Lakers no primeiro jogo da temporada regular em 28 de outubro de 2015 contra o Minnesota Timberwolves, com 2 pontos, 2 assistências e 2 rebotes em uma derrota de 111-112. Em 6 de março de 2016, ele teve seu recorde da temporada com 10 pontos e 9 assistências em uma vitória de 112-95 contra o Golden State Warriors. Quatro dias depois, ele conseguiu 13 pontos e 5 assistências em uma derrota de 108-120 contra o Cleveland Cavaliers. Seus agentes avaliaram propostas de várias franquias dentre elas Dallas Mavericks, Miami Heat e New York Knicks.
Em 5 de agosto de 2016, Marcelo estendeu seu contrato com o Lakers. Em 23 de fevereiro de 2017, Huertas foi trocado ao Houston Rockets em troca de Tyler Ennis. Depois de ser adquirido pelos Rockets, Huertas foi dispensado pelo clube.

## Retorno a Espanha
Em 25 de julho de 2017, Marcelinho assinou um contrato de dois anos com o Baskonia. Em 23 de julho de 2019, Huertas assinou um contrato de dois anos com o Iberostar Tenerife. Ele teve médias de 12.9 pontos e 8.3 assistências por jogo. Huertas estendeu seu contrato com o clube em 4 de junho de 2020. Ele foi nomeado ao primeiro time de basquete da Champions League.
Em 24 de março de 2024, Marcelinho Huertas tornou-se o recordista de assistências da Liga Espanhola de Basquete, durante a vitória de 93 a 92 de seu time, o Lenovo Tenerife, contra o Dreamland Gran Canaria, atingindo a marca de 2.897 assistências e  de maneira isolada, ultrapassando a marca anterior de Pablo Laso, que atuou na liga como jogador entre 1984 e 1998, e em seguida, entre 1999 e 2003.

## Carreira na Seleção Brasileira
Huertas debutou na equipe adulta do Brasil na Copa América de Santo Domingo 2005,  sendo campeão com atletas que hoje são a espinha dorsal da Seleção Brasileira (Marcelinho Machado, Tiago Splitter, Anderson Varejão, Leandrinho Barbosa, etc). Em 2006 no Campeonato Mundial no Japão 2006, Huertas estreou em Mundiais na pior participação da Seleção Brasileira nesta competição alcançando apenas a 17ª posição sendo eliminado na primeira fase. Em 2007 disputando a Copa América em Las Vegas alcançou apenas a 4ª colocação num torneio que contou com as equipe dos Estados Unidos e da Argentina com nomes consagrados na NBA. O Resultado alcançado permitiu que a Seleção Brasileira disputasse em 2008 apenas o Qualificatório Mundial das Olimpíadas onde enfrentou Líbano, Grécia e Alemanha, sem êxito, a Seleção completou 12 anos sem disputar os Jogos Olímpicos.
Disputando a Copa América de 2009 em San Juan, Porto Rico, Huertas e a Seleção desbancaram o time da casa por um ponto com o ginásio completamente lotado e alcançaram a classificação para o Mundial na Turquia em 2010 e consagrou-se campeão da competição.
O Mundial da Turquia em 2010 ficou marcado como a estréia do técnico argentino Rubén Magnano comandando a Seleção e o amadurecimento da geração de Huertas, Varejão, Leandrinho e Splitter. Depois de boa campanha na primeira fase, foram novamente surpreendidos pela Argentina nas oitavas de final e ficaram na 9ª posição.
Disputando a Copa América em Mar del Plata de 2011, Huertas e uma seleção que contava apenas com Tiago Splitter como jogador da NBA ficaram com o vice-campeonato e a histórica classificação para os Jogos Olímpicos de Londres em 2012 após 16 anos sem disputar a competição.
A retomada do basquetebol brasileiro contou com Huertas capitaneando a equipe nacional nos Jogos Olímpicos de 2012 e no Mundial da Espanha em 2014 com o 5º e 6º lugares respectivamente.
A Confederação Brasileira de Basquete (CBB) divulgou em 21 de agosto de 2023, a lista com os 12 atletas convocados para a Copa do Mundo. Dentre os nomes o de Huertas.

## Conquistas
Joventut Badalona
- FIBA EuroCup: 2005–06

Saski Baskonia
- Spanish League: 2009–10

FC Barcelona
- Spanish League: 2011–12, 2013–14
- Spanish Cup: 2013
- Spanish SuperCup: 2011

Canarias
- FIBA Intercontinental Cup: 2020, 2023
- Basketball Champions League: 2021-22

### Seleção Brasileira
- Copa América de Basquetebol Masculino Campeão(2): 2005, 2009
  - Vice-Campeão: (2011,  2022)
- Campeonato Sul-Americano Campeão (1): 2006
- Jogos Pan-Americanos Campeão (1): 2007

## Prêmios Individuais
- Campeonato Brasileiro de Basquete Jogador revelação: (2003)
- Campeonato Sul-Americano MVP (Most Valuable Player): (2006)
- 2x participante do Time ideal da ACB (melhor Armador da ACB): (2007–08,[43] 2010–11)[44]

## Estatísticas da Carreira

### Acumulado em Clubes
| Temporada | Equipe            | PJ | Pts | Avg  | 2P M-A  | 2P % | 3P M-A | 3P % | LL      | LL % | Reb | ST | As  | BL |
| --------- | ----------------- | -- | --- | ---- | ------- | ---- | ------ | ---- | ------- | ---- | --- | -- | --- | -- |
| 2002–03   | E C Pinheiros     | 32 | 514 | 16.1 | 118/243 | 48,6 | 58/164 | 35,4 | 104/140 | 74,3 | 91  | 61 | 112 | 3  |
| 2003–04   | Paulistano        | 28 | 488 | 17,4 | 140/232 | 60,3 | 36/105 | 34,3 | 100/122 | 82   | 101 | 36 | 168 | 3  |
| 2004–05   | DKV Joventut      | 38 | 270 | 7,1  | 82/165  | 49,7 | 18/61  | 29,5 | 52/70   | 74,3 | 53  | 29 | 84  | 1  |
| 2005–06   | DKV Joventut      | 39 | 285 | 7,3  | 77/162  | 47,5 | 27/65  | 41,5 | 50/58   | 86,2 | 46  | 37 | 84  | 0  |
| 2006–07   | DKV Joventut      | 44 | 239 | 5,4  | 61/143  | 42,7 | 29/92  | 31,5 | 30/33   | 90,9 | 44  | 23 | 75  | 1  |
| 2007–08   | Bilbao Basket     | 36 | 523 | 14,5 | 152/295 | 51,5 | 22/101 | 22,8 | 150/175 | 85,7 | 96  | 60 | 146 | 0  |
| 2008–09   | Fortitudo Bologna | 29 | 301 | 10,4 | 99/178  | 55,6 | 16/66  | 24,2 | 55/66   | 83,3 | 79  | 34 | 73  | 1  |
| 2009–10   | Caja Laboral      | 36 | 309 | 8,6  | 74/150  | 49,3 | 31/68  | 45,6 | 68/82   | 82,9 | 112 | 46 | 178 | 1  |
| 2010–11   | Caja Laboral      | 39 | 388 | 9,9  | 106/201 | 52,7 | 38/88  | 43,2 | 62/71   | 87,3 | 112 | 29 | 232 | 0  |
| 2011–12   | FC Barcelona      | 45 | 372 | 8,3  | 72/137  | 52,6 | 59/147 | 40,1 | 51/59   | 86,4 | 112 | 43 | 143 | 2  |
| 2012–13   | FC Barcelona      | 45 | 394 | 8,8  | 88/186  | 47,3 | 51/131 | 38,9 | 65/77   | 84,4 | 94  | 41 | 155 | 1  |
| 2013–14   | FC Barcelona      | 43 | 383 | 8,9  | 110/189 | 58,2 | 39/120 | 32,5 | 46/49   | 93,9 | 99  | 30 | 191 | 1  |

### Estatísticas na EuroCup
| Temporada | Equipe            | PJ | Pts | Avg | 2P M-A | 2P % | 3P M-A | 3P % | LL    | LL % | Reb | ST | As | BL |
| --------- | ----------------- | -- | --- | --- | ------ | ---- | ------ | ---- | ----- | ---- | --- | -- | -- | -- |
| 2004–05   | DKV Joventut      | 12 | 70  | 5,8 | 19/42  | 45,2 | 8/20   | 40   | 8/11  | 72,7 | 11  | 13 | 27 | 1  |
| 2008–09   | Fortitudo Bologna | 6  | 52  | 8,7 | 14/25  | 56   | 5/11   | 45,5 | 9/10  | 90   | 15  | 10 | 16 | 0  |
|           | Total             | 18 | 122 | 6,8 | 33/67  | 49,3 | 13/31  | 41,9 | 17/21 | 81   | 26  | 23 | 43 | 1  |

### Estatísticas naEuroliga
| Temporada | Equipe       | PJ  | Pts  | Avg  | 2P M-A  | 2P % | 3P M-A  | 3P % | LL      | LL % | Reb | ST | As  | BL |
| --------- | ------------ | --- | ---- | ---- | ------- | ---- | ------- | ---- | ------- | ---- | --- | -- | --- | -- |
| 2006–07   | DKV Joventut | 20  | 106  | 5,3  | 35/76   | 46,1 | 5/30    | 16,7 | 21/24   | 87,5 | 29  | 17 | 27  | 0  |
| 2009–10   | Caja Laboral | 16  | 133  | 8,3  | 43/71   | 60,6 | 8/26    | 30,8 | 23/27   | 85,2 | 29  | 10 | 62  | 0  |
| 2010–11   | Caja Laboral | 20  | 206  | 10,3 | 46/98   | 46,9 | 23/52   | 44,2 | 45/52   | 86,5 | 61  | 15 | 111 | 1  |
| 2011–12   | FC Barcelona | 21  | 179  | 8,5  | 39/70   | 55,7 | 25/57   | 43,9 | 26/30   | 86,7 | 43  | 20 | 92  | 0  |
| 2012–13   | FC Barcelona | 31  | 248  | 8    | 54/113  | 47,8 | 35/101  | 34,7 | 35/36   | 97,2 | 68  | 19 | 104 | 1  |
| 2013–14   | FC Barcelona | 29  | 239  | 8,2  | 67/113  | 59,3 | 25/74   | 33,8 | 30/37   | 81,1 | 59  | 11 | 109 | 1  |
|           | Total        | 137 | 1111 | 8,1  | 284/541 | 52,5 | 121/340 | 35,6 | 180/206 | 87,4 | 289 | 92 | 505 | 3  |

### Estatísticas jogando pelaSeleção Brasileira
| Competição/Ano                                    | Cl  | PJ | Min | 2P M-A | 2P % | 3P M-A | 3P % | LL    | LL % | Reb | As  | ST  | Pts |
| ------------------------------------------------- | --- | -- | --- | ------ | ---- | ------ | ---- | ----- | ---- | --- | --- | --- | --- |
| Copa América em Santo Domingo 2005                | 1º  | 8  | 77  | 8/18   | 44,4 | 2/6    | 33,3 | 2/4   | 50   | 10  | 5   | 2   | 24  |
| Sul-Americano em Caracas 2006                     | 1º  | 4  | 138 | 18/45  | 40   | 12/30  | 40   | 25/32 | 78,1 | 6   | 16  | 11  | 67  |
| Campeonato Mundial no Japão 2006                  | 17º | 5  | 79  | 7/22   | 31,8 | 7/19   | 36,8 | 5/7   | 71,4 | 8   | 9   | 8   | 19  |
| Copa Tuto Marchand - San Juan 2007                | (1) | 3  | 40  | 1/4    | 25   | 1/3    | 33,3 | 2/4   | 50   | 1   | 4   | 0   | 7   |
| Jogos Pan-Americanos Rio 2007                     | 1º  | 5  | n/d | n/d    | n/d  | n/d    | n/d  | n/d   | n/d  | n/d | n/d | n/d | 35  |
| Copa América em Las Vegas 2007                    | 4º  | 9  | 97  | 7/12   | 58,3 | 4/8    | 50   | 0/0   | 0    | 12  | 13  | 4   | 26  |
| Torneio Qualificatório para Torneio Olímpico 2008 | (2) | 3  | 82  | 11/15  | 73,3 | 2/12   | 16,7 | 12/13 | 92,3 | 5   | 7   | 2   | 40  |
| Copa Tuto Marchand - San Juan 2009                | (1) | 3  | 73  | 4/9    | 44,4 | 1/2    | 50   | 1/2   | 50   | 7   | 11  | 4   | 12  |
| Copa América em San Juan 2009                     | 1º  | 10 | 313 | 28/56  | 50   | 4/17   | 23,5 | 10/14 | 71,4 | 45  | 49  | 14  | 78  |
| Campeonato Mundial na Turquia 2010                | 9º  | 6  | 183 | 13/25  | 52   | 8/17   | 47,1 | 17/20 | 85   | 10  | 35  | 4   | 67  |
| Copa Tuto Marchand - Foz do Iguaçu 2011           | (1) | 3  | 72  | 10/18  | 55,6 | 3/3    | 100  | 2/4   | 50   | 10  | 13  | 6   | 31  |
| Copa América em Mar del Plata 2011                | 2º  | 10 | 293 | 39/63  | 57,1 | 39/63  | 61,9 | 11/14 | 78,6 | 26  | 50  | 11  | 116 |
| Olimpíadas de Londres 2012                        | 5º  | 6  | 156 | 20/42  | 47,6 | 5/19   | 26,3 | 13/17 | 76,5 | 13  | 36  | 2   | 68  |
| Copa Tuto Marchand - San Juan 2013                | (1) | 4  | 93  | 10/21  | 47,6 | 7/14   | 50   | 3/4   | 75   | 12  | 17  | 1   | 44  |
| Copa América em Caracas 2013                      | 9º  | 4  | 104 | 13/32  | 40,6 | 0/6    | 0    | 8/12  | 66,7 | 10  | 26  | 2   | 34  |
| Campeonato Mundial na Espanha 2014                | 6º  | 7  | 143 | 15/28  | 53,6 | 3/9    | 33,3 | 9/11  | 81,8 | 16  | 27  | 3   | 48  |

## Ligações Externas
- Site Oficial de Marcelinho Huertas (em castelhano) (português)
- Arquivo de participações em competições FIBA (em inglês)
- Página de Marcelinho Huertas no Site do FC Barcelona (português) (em castelhano) (em Catalão)
- Perfil de Marcelinho Huertas no Site da Euroliga (em inglês)